# Muraenosaurus leedsii
Il murenosauro (Muraenosaurus leedsii) è un rettile marino appartenente ai plesiosauri, vissuto nel Giurassico medio (Calloviano, circa 162 milioni di anni fa). I suoi resti sono stati rinvenuti in Europa (Inghilterra e Francia).

## Descrizione
Questo animale è un classico rappresentante del gruppo dei plesiosauri, rettili marini dotati di un corpo compatto e di un collo allungato. Il murenosauro, in particolare, possedeva un collo ancora più lungo di quello dei suoi parenti primitivi (come Plesiosaurus); la testa era piccola e dotata di denti aguzzi.
Muraenosaurus è noto grazie a numerosi scheletri e crani completi rinvenuti nella formazione Oxford Clay in Inghilterra, ma sono noti anche altri fossili provenienti dalla regione di Calvados, in Francia. I numerosi resti fossili hanno permesso di ricostruire in dettaglio l'animale: Muraenosaurus era un plesiosauro di dimensioni medio-grandi e poteva raggiungere i 6 metri di lunghezza. Il collo era lungo circa la metà dell'intero animale e comprendeva 44 vertebre. Il corpo di Muraenosaurus era corto e relativamente rigido, mentre le zampe erano trasformate in strutture simili a pinne. La testa era notevolmente piccola in relazione al resto del corpo, ed era lunga circa 37 centimetri. 
Le scapole erano piuttosto piccole rispetto ai coracoidi e l'interclavicola era notevolmente sviluppata; un animale assai simile, Picrocleidus, possedeva invece un'interclavicola ridotta. 

## Classificazione
Muraenosaurus leedsii venne descritto per la prima volta da Harry Govier Seeley nel 1874 sulla base di resti fossili ritrovati nella Oxford Clay in Inghilterra. In seguito lo stesso studioso attribuì allo stesso genere un'altra specie di dimensioni minori, M. beloclis, attualmente considerata un genere a sé stante (Picrocleidus). 

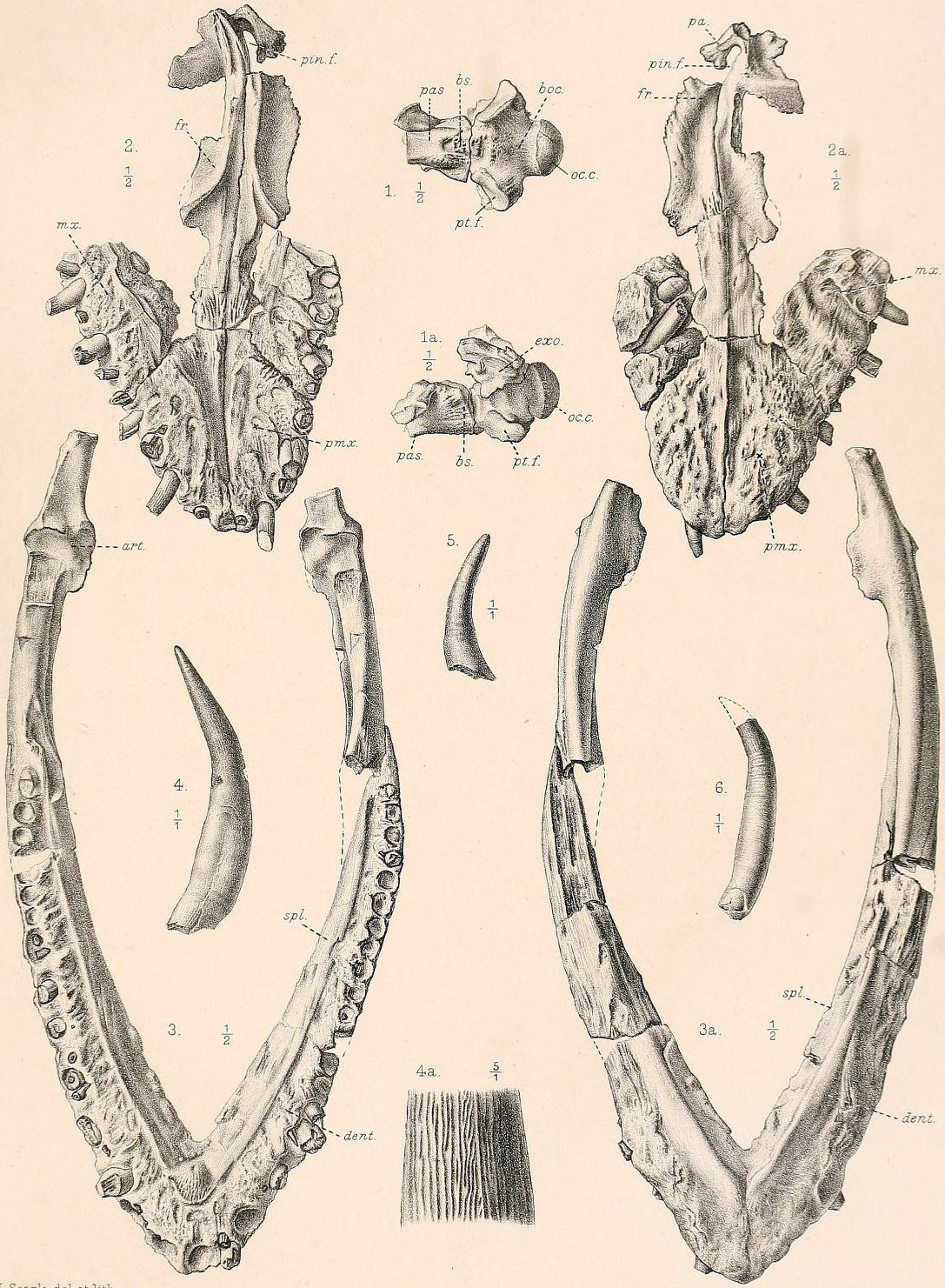
Raffigurazione di alcune parti di cranio di Muraenosaurus leedsii

Muraenosaurus è stato variamente considerato un arcaico rappresentante degli elasmosauridi (il gruppo di plesiosauri cretacei caratterizzati da un collo estremamente allungato) o un membro dei criptoclididi (plesiosauri giurassici dai denti sottili). Il cranio richiama quello degli elasmosauri a causa del muso corto e del tipo di dentatura, ma rispetto a questi ultimi Muraenosaurus possedeva scapole più piccole. Alcuni studi (Brown, 1981) hanno messo in luce somiglianze con Cryptoclidus, ma vi erano alcune differenze (Muraenosaurus possedeva un maggior numero di vertebre e le stesse erano più lunghe, i denti erano in numero minore e più grandi, il collo più lungo). In ogni caso, attualmente Muraenosaurus è considerato un rappresentante dei criptoclididi, e il suo più stretto parente potrebbe essere il piccolo Picrocleidus, vissuto nello stesso periodo e negli stessi luoghi (Benson e Druckenmiller, 2013).

## Paleoecologia
Probabilmente questo plesiosauro usava il collo come una fiocina, arpionando i pesci e i cefalopodi che vivevano nel mare del Giurassico. Le scapole relativamente piccole e le zampe piuttosto ridotte rispetto a quelle di altri plesiosauri indicano che Muraenosaurus era efficiente nella manovra ma non molto veloce, e si suppone che fosse un lento nuotatore che praticava una caccia d'agguato.

## Significato del nome
Il nome generico Muraenosaurus significa "lucertola murena", con riferimento al lungo collo di questo rettile, guizzante e simile a una murena. L'epiteto specifico, leedsii, si riferisce al cercatore di fossili britannico Charles E. Leeds, che aiutò Seeley nella descrizione dell'animale.